# 哈尼本德 (伊利諾伊州)
哈尼本德（英語：Honey Bend）是位於美國伊利諾伊州蒙哥馬利縣的一個非建制地區。該地的面積和人口皆未知。

## 地理
哈尼本德的座標為39°15′19″N 89°37′22″W / 39.25528°N 89.62278°W，而該地的平均海拔高度為200米（即656英尺）。